# Parroco in solido
Nella Chiesa cattolica, per parroco in solido si intende un parroco appartenente a un gruppo di sacerdoti a cui è affidata collegialmente la cura pastorale di una o più parrocchie.
Ricordando antichi modelli di cura pastorale nelle chiese titolari romane che avevano collegi di sacerdoti, questa disposizione del Codice di diritto canonico è stata introdotta nel 1983 per contribuire a risolvere alcune difficoltà incontrate da molte diocesi, tra cui la carenza di sacerdoti, il sovrapopolamento delle parrocchie urbane sovrappopolate, l'impoverimento e la dispersione delle parrocchie rurali e il declino delle presenze durante le messe. Questo modello di cura pastorale è visto come un modo pratico per promuovere la corresponsabilità pastorale, oltre a favorire un maggior senso del presbiterio tra i sacerdoti di una diocesi.

## Istituzione
Il canone 517 § 1 del Codice di diritto canonico del 1983 fornisce una norma generica per costituire un gruppo di sacerdoti per la cura di una o più parrocchie, ubi adiuncta id requirant (quando le circostanze lo richiedono), che concede flessibilità al vescovo diocesano nell'organizzare le strutture per la cura pastorale all'interno della sua diocesi: "Quando le circostanze lo richiedono, la cura pastorale di una parrocchia, o di più parrocchie contemporaneamente, può essere affidata in solido a più sacerdoti, a condizione tuttavia che uno di essi ne sia il moderatore nell'esercizio della cura pastorale, tale cioè che diriga l'attività comune e di essa risponda davanti al Vescovo". Tuttavia, la commissione codificante incaricata di redigere i canonici sulla cura pastorale ha detto che questa dovrebbe essere considerata come una disposizione "eccezionale".

## Caratteristiche

### Natura del gruppo
I commentatori riconoscono che c'è una certa confusione riguardo all'ufficio ecclesiastico conferito a un gruppo di parroci in solido. La legge affida la cura pastorale a ciascun membro del gruppo di sacerdoti allo stesso modo. Tuttavia questo non ha personalità giuridica. Il gruppo è composto da singoli sacerdoti che assumono contemporaneamente e/o congiuntamente la cura pastorale e sono obbligati alla maggioranza dei doveri propri di un parroco.
È generalmente accettato che un singolo ufficio parrocchiale per la cura pastorale della parrocchia o delle parrocchie affidate sia conferito a tutti i sacerdoti del gruppo. Tuttavia il modo di procedere per esercitare l'ufficio è afferrato solo quando si capisce il principio giuridico in solidum. Il termine legale ha origine dal diritto romano delle obbligazioni dove stipulare un accordo in solido implicava un alto grado di rischio. Infatti, se un creditore avesse ricevuto tutto ciò che era dovuto, o un debitore avesse pagato tutto, non vi era alcun diritto successivo di contributo da parte degli altri.
Il canonista Eugenio Corecco ha suggerito che in solidum, nel contesto della cura parrocchiale, riflette in modo analogo la responsabilità diversa ma ancora collettiva di tutti i membri del presbiterio di una Chiesa particolare.

### Diritti e doveri del moderatore
Quando istituisce un gruppo di parroci in solido, il vescovo diocesano deve delineare i diritti e i doveri specifici del parroco moderatore. Il punto focale dell'autorità del moderatore all'interno della squadra dei sacerdoti è quello di garantire che i fedeli siano assistiti dai loro pastori nelle ricchezze spirituali della Chiesa, specialmente dalla parola di Dio e dai sacramenti.
Il ruolo principale del moderatore è dirigere l'azione comune del gruppo, assumersi la responsabilità di un'azione comune davanti al vescovo diocesano e dirigere l'esercizio delle facoltà di tutti i membri del gruppo. Al moderatore è inoltre affidata la rappresentanza giuridica della parrocchia o delle parrocchie. Tuttavia, questo non gli conferisce automaticamente l'amministrazione di beni parrocchiali e quindi ha necessità di una disposizione di legge particolare. Anche la sua relazione con i consigli parrocchiali pastorale e finanziario dovrebbe anche essere stabilita con un decreto particolare.
Il servizio del moderatore permette al gruppo di sacerdoti di diventare non solo un costrutto per provvedere alla cura pastorale, ma anche un istituto giuridico che dia voce al presbiterio promuovendo unità, cooperazione e fraternità nel ministero.

### Diritti e doveri dei sacerdoti
Il vescovo diocesano deve determinare quali particolari qualità sono richieste per questo ufficio parrocchiale. È fortemente raccomandato che il vescovo stabilisca con il gruppo una divisione dei compiti pastorali in un piano comune che dovrebbe essere delineato nel decreto di nomina di ciascun sacerdote. Anche le questioni relative all'obbligo di residenza e di vita comunitaria devono essere chiarite, nonché l'esame dell'obbligo in solido di celebrare la missa pro populo.
Infine, la cessazione dall'ufficio ecclesiastico da parte di un membro del gruppo non rende vacante l'ufficio parrocchiale.